# Цикады (сериал)
«Цикады» — российский драматический сериал Евгения Стычкина, премьера которого состоялась 26 октября 2023 года в онлайн-кинотеатре «Кинопоиск».

## Сюжет
В московской школе появляется новенький. Антон, сын богатого отца, живёт в шикарном доме и закатывает бомбические вечеринки. На одну из таких он приглашает весь класс, чтобы познакомиться. Там же происходит трагедия — одного из участников вечеринки убивают. Это событие вскрывает многочисленные тайны о жизни старшеклассников, а также их родителей, и окружающих людей.

## Актёры и роли

### В главных ролях
| Актёр              | Роль                     |
| ------------------ | ------------------------ |
| Григорий Верник    | Антон Алексеев           |
| Софья Аржаных      | Алина Тростянецкая       |
| Илья Виногорский   | Марк Филатов             |
| Екатерина Воронина | Соня Карпова             |
| Кирилл Буханцев    | Алексей Костенко (Алекс) |
| Ирина Паутова      | Катя Дмитриева           |
| Сергей Городничий  | Вадим Денисов (Другой)   |
| Савелий Наумов     | Семён Билан              |

### В ролях
| Актёр                  | Роль                                   |
| ---------------------- | -------------------------------------- |
| Диана Огай             | Слава Ким                              |
| Катерина Мезина        | Полина                                 |
| Марго Мезина           | Кристина                               |
| Анна Завтур            | Елена Сальникова, психолог в школе     |
| Виктория Толстоганова  | Нина Витте, директор школы, мать Лены  |
| Александр Паль         | Геннадий Ильич Сухов, учитель биологии |
| Артём Быстров          | Андрей Толбоев, следователь            |
| Евгений Стычкин        | Роман Алексеев, отец Антона            |
| Мария Валешная         | Александра Алексеева, мать Антона      |
| Ольга Сутулова         | Ольга Тростянецкая, мать Алины         |
| Сергей Уманов          | Дмитрий Тростянецкий, отец Алины       |
| Елизавета Боярская     | Оксана Филатова, мать Марка            |
| Евгений Санников       | Олег Филатов, отец Марка               |
| Алёна Бондарчук        | Людмила Карпова, мать Сони             |
| Ксения Рябинкина       | Валентина Костенко, бабушка Лёши       |
| Александр Голубков     | Владимир Билан, отец Семёна            |
| Александр Доронин      | Михаил Дмитриев, отец Кати             |
| Мария Майкова          | Виктория Дмитриева, мать Кати          |
| Евгений Миллер         | Иван Денисов, отец Вадима              |
| Елена Радевич          | Любовь Денисова, мать Вадима           |
| Анастасия Гайворонская | Эля Билан, мать Семёна                 |
| Павел Майков           | таксист                                |
| Никита Еленев          | «Пьер», наркоторговец                  |
| Владимир Канухин       | врач скорой помощи                     |

## Отзывы
Сериал получил в основном положительные оценки российских кинокритиков.
Максим Ершов («Film.ru»): «Вроде бы с первых минут зрители знают, что произойдёт трагедия, но проект вовсе не лишён интриги. Преступление — высшая точка напряжённой ситуации в школе. Авторам интересно разобраться, что привело к трагедии, а не просто рассказать, кто взял в руки ружьё, а кто жертва. Сериал использует структуру детектива, но на самом деле является классической подростковой драмой.».
Максим Градов (RT): «Судя по первым сериям, «Цикады» — это очень любопытный проект, гармонично сочетающий в себе элементы подростковой социальной драмы и остросюжетного детективного триллера, в котором поначалу непонятно, кто преступник и в чём именно был его мотив. При этом стиль повествования выдержан в рамках, понятных как юному поколению, так и взрослому зрителю, что делает сериал потенциально интересным довольно широкой аудитории.».
Наталия Григорьева («Кино-театр.ру»): «Все происходящее, по крайней мере поначалу, выглядит этакой мозаикой, некоторые кусочки которой пока не подобраны, так что полной картины нет ни у кого — ни у героев, ни у зрителя. Непонятно даже, есть ли труп. Вроде бы разговоры о стрельбе, ружье и лужи крови указывают на наличие жертвы. В то же время все потенциальные участники событий и, следовательно, потенциальные мертвецы вроде как живы. Но это не точно. Сюда же можно отнести в целом гнетущую атмосферу — несмотря на весьма жизнерадостные картины школьных будней и образы благополучных, счастливых семей. Но стоит им всем оказаться на допросе, как наружу вылезают темные стороны не такого уж безоблачного юношества.».